# Udumbara

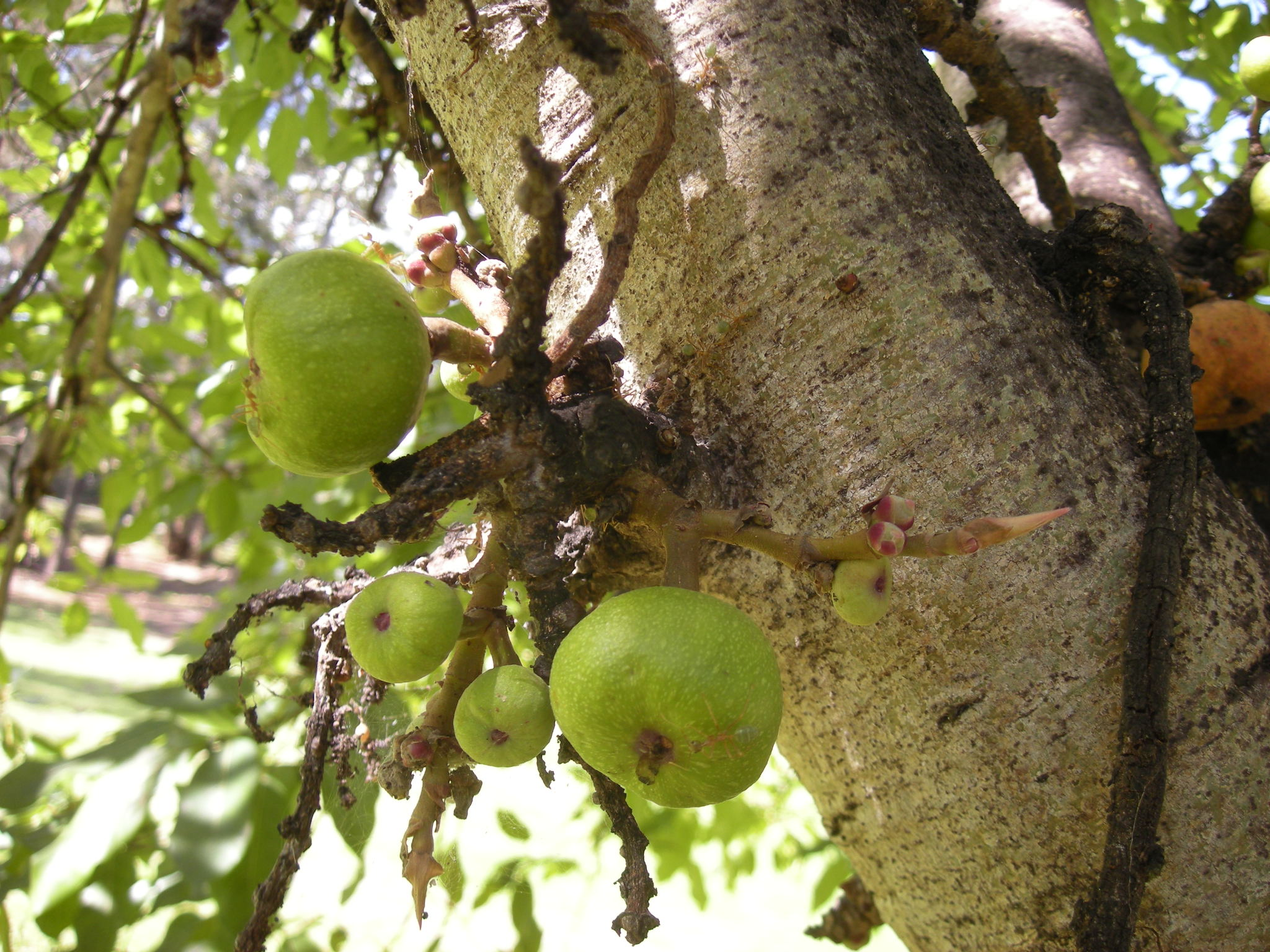
Fruit del Ficus racemosa

En el budisme, uḍumbara (en pali i sànscrit) es refereix a l'arbre, la flor i el fruit del Ficus racemosa (o Ficus glomerata). A la literatura budista, aquest arbre o el seu fruit poden tenir la connotació de raresa i parasitisme. També s'esmenta als textos vèdics com a font de fusta per a rituals i amulets. L'uḍumbara també s'utilitza per referir-se a la flor del lotus blau (Nymphaea caerulea Sav.).
En la tradició budista és una flor llegendària. Segons la llegenda, Udumbara va florir només una vegada abans del naixement de Buda, i tornarà a florir només una vegada cada 3000 anys a partir d'aquesta data.